# Ismo Falck
Ismo Falck (n. 22 august 1966, Paltamo, Oulu, Finlanda) este un arcaș ce a reprezentat Finlanda, medaliat olimpic. A participat la 2 ediții ale Jocurilor Olimpice (1988, 1992) în care a câștigat o medalie de argint.